# 오다 노부쿠니
오다 노부쿠니(織田信邦)는 고즈케 오바타 번 제7대 번주이다. 친부는 고가 하타모토 오다 노부요시(織田信栄).
오바타 번 선대 번주 오다 노부토미(織田信富)에게 후사가 없어 오다 노부카쓰의 같은 후손인 하타모토 오다 노부요시의 4남 노부쿠니가 양자로 입적하였다.
| 전임 오다 노부토미 | 제7대 오다씨 단조노조 분가 노부카쓰 계 노부요시 류 당주 1764년 ~ 1767년 | 후임 오다 노부치카 |

| 전임 오다 노부토미 | 제7대 오바타 번 번주 1764년 ~ 1767년 | 후임 마쓰다이라 다다쓰네 |